# Straight to Hell (sång)
Straight to Hell är en låt ursprungligen inspelad av det engelska punkbandet The Clash och fanns med på muskikalbumet Combat Rock. Låten släpptes tillsammans med Should I Stay or Should I Go som en singel den 17 september 1982.
Texten till Straight to Hell fördömer orättvisor, precis som många av The Clashs andra låtar. Första versen syftar på nedläggningarna av stålverk i norra England, och de invandrare som utsätts för rasism och utanförskap, trots deras ansträngningar att integrera sig i det brittiska samhället. Andra versen handlar om de barn som övergavs av sina amerikanska soldatfäder efter att de amerikanska styrkorna lämnat Vietnam, medan tredje versen sätter fingret på hur dessa barn upplever den amerikanska drömmen.

## Coverversioner
- Straight to Hell tolkades av Heather Nova och Moby till tributalbumet Burning London. Det inledande riffet och trummorna användes av M.I.A. i låten Paper Planes 2006.